# Cerro Benítez
Cerro Benítez es una  montaña en la región patagónica de Chile. En un contexto más amplio es una de las características del complejo geológico cerro Toro. El monumento natural Cueva del Milodón está situado en el lado sur del cerro Benítez asociado a la formación del cerro Toro. El cerro Benítez es una de las localizaciones para el avistamiento del cóndor andino .